# DJ Smash
Pour les articles homonymes, voir Smash (homonymie).
Andrey Leonidovich Shirman (en russe : Андрей Леонидович Ширман), né le 23 mai 1982 à Perm, mieux connu sous son nom de scène Smash,
est un disc jockey russe qui compose de la musique électronique.

## Biographie
En 2004, il intègre le groupe Zima Project en 2003, tremplin pour sa carrière de DJ. Récompensé par un Night Life Award, nommé meilleur album dance en 2008 aux MTV Russian Music Awards, il sort en 2010 la réadaptation en anglais de son tube Moscow Never Sleeps, ce qui lui permet de se produire sur toutes les places importantes du clubbing mondial, notamment au VIP Room de Saint-Tropez. Adepte d’une progressive-trance rythmée et enthousiaste, son dernier album New World a reçu de bonnes critiques.
Smash est le DJ Russe le plus connu dans son pays. Il a été retenu pour composer l’un des hymnes officiels des Jeux olympiques d’hiver de Soshi.

## Discographie

### Albums studio
- 1996 : Get Funky (Casette)
- 1998 : Смаш булку маслом (Casette)
- 2002 : Wind
- 2004 : Super Train
- 2005 : Cosmopolitan
- 2005 : House Worx
- 2008 : IDDQD
- 2009 : In Da Mix
- 2011 : Twenty Three
- 2012 : Новый мир - New World
- 2014 : Star Track

### Singles
- 2007 : Moscow Never Sleeps (feat. Fast Food)
- 2008 : Moscow Never Sleeps (feat. Timati & Fast Food)
- 2008 : I’m A Wave (feat. Fast Food)
- 2009 : Moscow Wait For February
- 2009 : The Best Song
- 2009 : Between The Earth And The Sky (feat. Shahzoda)
- 2010 : Airplane (feat. Fast Food)
- 2010 : The Bird
- 2010 : From Russia With Love
- 2011 : Without Words
- 2011 : Tricks (feat. Timati)
- 2011 : Rendez-vous (feat. Mauri)
- 2011 : Lifemission (feat. ChinKong)
- 2012 : Moscow (feat. Vintage)
- 2012 : Young Hearts
- 2012 : Jump (feat. T-Moor Rodriguez)
- 2012 : Long Distance Love (feat. Vera Brezhneva)
- 2012 : Only Forward (feat. DJ Vengerov)
- 2013 : New World (feat. Natalia Podolskaya)
- 2013 : Good Time (feat. Craig David)
- 2013 : Stop the Time
- 2013 : 3 Wishes (feat. Vintage)
- 2014 : BREAK IT (feat Ch.Armstrong)
- 2014 : ElectroBeach
- 2014 : Rapture
- 2014 : The Edge
- 2015 : Lovers 2 Lovers (feat. Stephen Ridley)

### Vidéos
- 2007 : Moscow Never Sleeps (feat. Fast Food)
- 2008 : Moscow Never Sleeps (feat. Timati & Fast Food)
- 2008 : Pasha : Face Control (feat. Discoteka Avariya)
- 2008 : I’m A Wave (feat. Fast Food)
- 2010 : The Best Song
- 2010 : Between The Earth And The Sky (feat. Shahzoda)
- 2011 : Airplane
- 2011 : Tricks (feat. Timati & Fast Food)
- 2012 : From Russia With Love
- 2012 : The Bird
- 2012 : Rendez-Vous (feat. Mauri)
- 2012 : Without Words
- 2012 : Na Zare (feat. Aleksey Rizhov & ChinKong & DJ Abssent)
- 2012 : Moscow (feat. Vintage)
- 2012 : Young Hearts
- 2012 : Saturday (feat. MMDANCE)
- 2012 : Jump (feat. T-Moor Rodriguez)
- 2012 : Long Distance Love (feat. Vera Brezhneva)
- 2012 : Only Forward (feat. DJ Vengerov)
- 2013 : Откат (feat. Семён Слепаков)
- 2013 : Angels (feat. DJ Miller & Anya)
- 2013 : New World (feat. Natalia Podolskaya)
- 2013 : Oil (feat. Vengerov & Bobina feat. Matuya & Averin & Kravets
- 2013 : Stop The Time
- 2013 : 3 Wishes (feat. Vintage)
- 2014 : Break It (feat. Charlie Armstrong)
- 2014 : Rapture
- 2014 : The Edge
- 2015 : Lovers 2 Lovers (feat. Stephen Ridley)

## Honneurs
- Night Life Awards 2006
- MTV Award
  - Best Song
  - Best duo